# Döbeln
Döbeln (in sorabo Doblin) è una città del libero stato della Sassonia, Germania, nel circondario della Sassonia Centrale.
Döbeln si fregia del titolo di "Grande città circondariale" (Große Kreisstadt).

## Storia
Il 1º luglio 2011 alla città di Döbeln venne aggregato il comune di Ebersbach.
Il 1º gennaio 2016 alla città di Döbeln venne aggregato il comune di Mochau.

## Amministrazione

### Gemellaggi
- Vyškov, Repubblica Ceca
- Givors, Francia
- Unna, Renania Settentrionale-Vestfalia, Germania dal 1989
- Heidenheim an der Brenz, Baden-Württemberg, Germania dal 1991[senza fonte]